# Plusia maroccana
Plusia maroccana är en fjärilsart som beskrevs av Charles E. Rungs 1937. Plusia maroccana ingår i släktet Plusia och familjen nattflyn. Inga underarter finns listade i Catalogue of Life.